# Teoría de los cuatro temperamentos

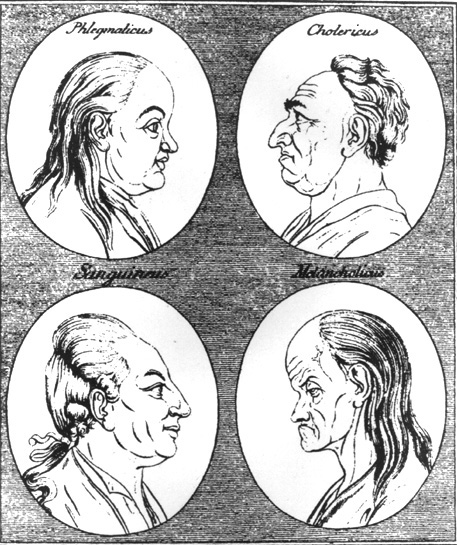
Los cuatro temperamentos (Lavater 1778). Representación del de los cuatro temperamentos, Flemático y colérico arriba, sanguíneo y melancólico abajo

La teoría de los cuatro temperamentos es una teoría protopsicológica que sugiere que hay cuatro tipos fundamentales de personalidad: sanguíneo, colérico, melancólico y flemático.
La mayoría de las formulaciones incluyen la posibilidad de mezclas entre ellos donde los tipos de personalidad de un individuo se superponen y comparten dos o más temperamentos. El médico griego Hipócrates (c. 460 - c. 370 a. C.) describió los cuatro temperamentos como parte del antiguo concepto médico del humorismo, según el cual cuatro fluidos corporales afectan los rasgos y comportamientos de la personalidad humana.
La ciencia médica moderna ha rechazado la validez de la teoría de los cuatro temperamentos y no reconoce una relación fija entre las secreciones internas y la personalidad. Sin embargo algunos sistemas de análisis psicológico de la personalidad utilizan categorías similares a los temperamentos griegos como metáforas.

## Historia
La teoría de los cuatro temperamentos tiene sus raíces en la antigua teoría médica del humorismo, la cual es posible que se haya originado en Mesopotamia, pero fue el médico griego Hipócrates (460-370 a. C.) (y más tarde Galeno) quien lo convirtió en una teoría médica. Se creía que ciertos estados de ánimo, emociones y comportamientos humanos eran causados por un exceso o falta de fluidos corporales (llamados "humores"), que clasificó como sangre, bilis amarilla, bilis negra y flema. Cada uno de los cuales era responsable de diferentes patrones de personalidad, así como de la susceptibilidad de contraer una enfermedad.
Galeno (129 - c. 200 d. C.) desarrolló la primera tipología de temperamento en su disertación De temperamentis y buscó razones fisiológicas para diferentes comportamientos en humanos. Los clasificó como calientes/fríos y secos/húmedos tomados de los cuatro elementos. También podía existir un equilibrio entre las cualidades, dando un total de nueve temperamentos. La palabra "temperamento" en sí proviene del latín "emperare ", "mezclar". En la personalidad ideal, las características complementarias estaban exquisitamente equilibradas entre cálido-frío y seco-húmedo. En cuatro tipos menos ideales, una de las cuatro cualidades era dominante sobre todas las demás. En los cuatro tipos restantes, un par de cualidades dominaba al par complementario; por ejemplo, "cálido y húmedo" dominaba a "fresco y seco". Estas últimas cuatro fueron las categorías temperamentales que Galeno denominó "sanguíneo", "colérico", "melancólico" y "flemático" por los humores corporales. Cada uno era el resultado de un exceso de uno de los humores que producía el desequilibrio en las cualidades emparejadas.
Las propiedades de estos humores también correspondían a las cuatro estaciones. Así, la sangre, que se consideraba caliente y húmeda, correspondía a la primavera. La bilis amarilla, considerada caliente y seca, correspondía al verano. La bilis negra, fría y seca, correspondía al otoño. Y finalmente, la flema, fría y húmeda, correspondía al invierno.
Estas propiedades se consideraban la base de la salud y la enfermedad. Esto significaba que tener un equilibrio y una buena mezcla de los humores definía una buena salud, mientras que un desequilibrio o separación de los humores conducía a la enfermedad. Debido a que los humores correspondían a determinadas estaciones, una forma de evitar un desequilibrio o una enfermedad era cambiar los hábitos relacionados con la salud según la estación del año. Algunos médicos hicieron esto regulando la dieta del paciente, mientras que otros usaban remedios como la flebotomía y las purgas para eliminar el exceso de sangre u otros humores.
Incluso Galeno propuso una teoría sobre la importancia de una digestión adecuada para formar una sangre saludable. La idea era que los dos factores más importantes a la hora de digerir eran los tipos de alimentos y la temperatura corporal de la persona. Esto significaba que si había demasiado calor involucrado, entonces la sangre se "cocinaría demasiado". Esto significaba que contendría demasiada bilis amarilla y el paciente tendría fiebre. Si no hubiera suficiente calor involucrado, esto causaría demasiada flema.
El erudito persa Avicena (980-1037 d. C.) amplió la teoría de los temperamentos en su Canon de Medicina, que era un texto médico estándar en muchas universidades medievales. Los aplicó a "aspectos emocionales, capacidad mental, actitudes morales, autoconciencia, movimientos y sueños".
Nicholas Culpeper (1616-1654) sugirió que los humores actuaban como principios rectores de la salud corporal, con correspondencias astrológicas, y explicó su influencia sobre la fisonomía y la personalidad. Propuso también que algunas personas tenían un solo temperamento, mientras que otras tenían una mezcla de dos: un temperamento primario y otro secundario.
La ciencia médica moderna ha rechazado las teorías de los cuatro temperamentos, aunque su uso persiste como metáfora dentro de ciertos campos psicológicos.

## Los cuatro temperamentos

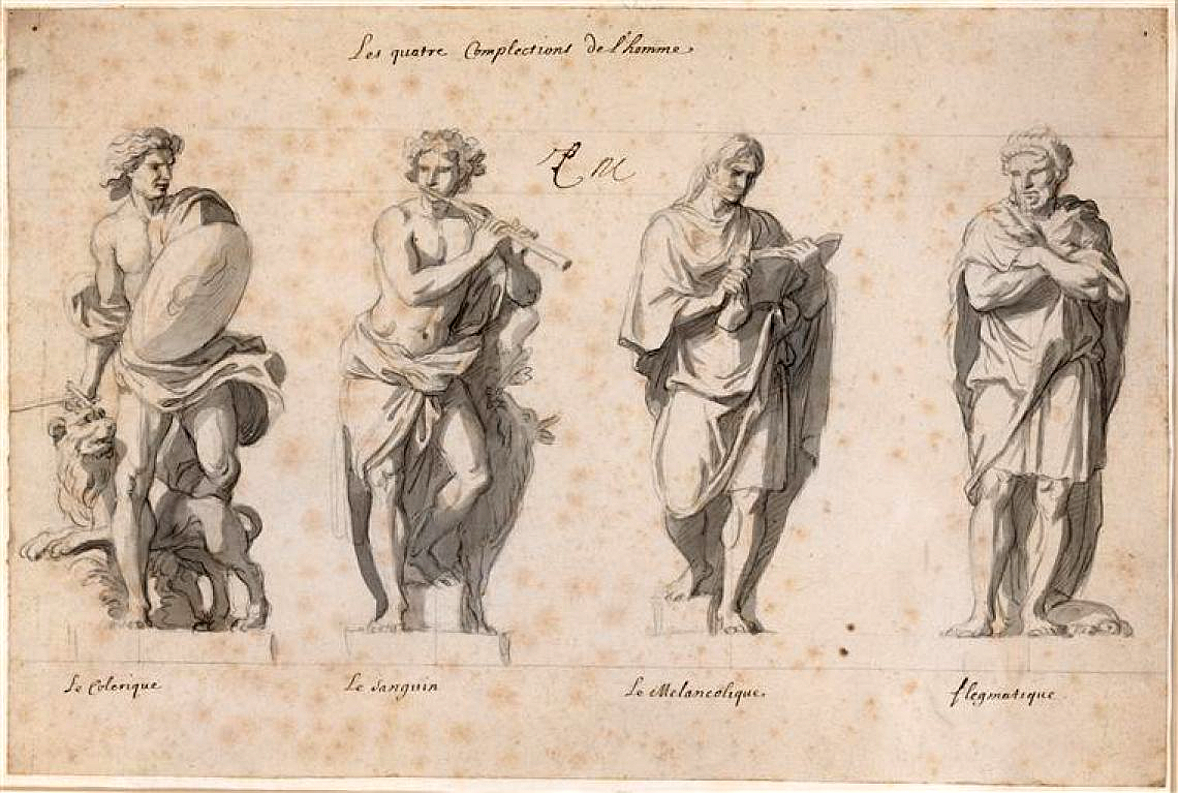
Temperamentos colérico, sanguíneo, melancólico y flemático: 17c., parte de la "Grande Commande".

Según Galeno, el desequilibrio de pares de cualidades (frío, seco, húmedo, caliente) resultaba en una de las cuatro categorías de temperamento (o tipos de personalidad):

### Sanguíneo
El temperamento sanguíneo (optimista y social) corresponde a las personas en quienes predomina la sangre. La sangre se relacionaba con el elemento clásico del aire, y tiene los rasgos "caliente" y "húmedo".

### Colérico
El temperamento colérico (mal genio e irritable) corresponde a la bilis amarilla. La bilis amarilla se relacionaba con el elemento clásico del fuego, y las características de "calor y sequedad".

### Melancólico
El temperamento melancólico (analítico y tranquilo) se liga a la bilis negra. La bilis negra se relacionaba con el elemento clásico de la tierra, y las características de "frío y seco".

### Flemático
El temperamento flemático (relajado y pacífico) tiene relación a una predominancia de la flema. La flema se relacionaba con el elemento clásico del agua, y le corresponden las características "húmedo y frío".

## Los cuatro «temperamentos» y las «naciones»

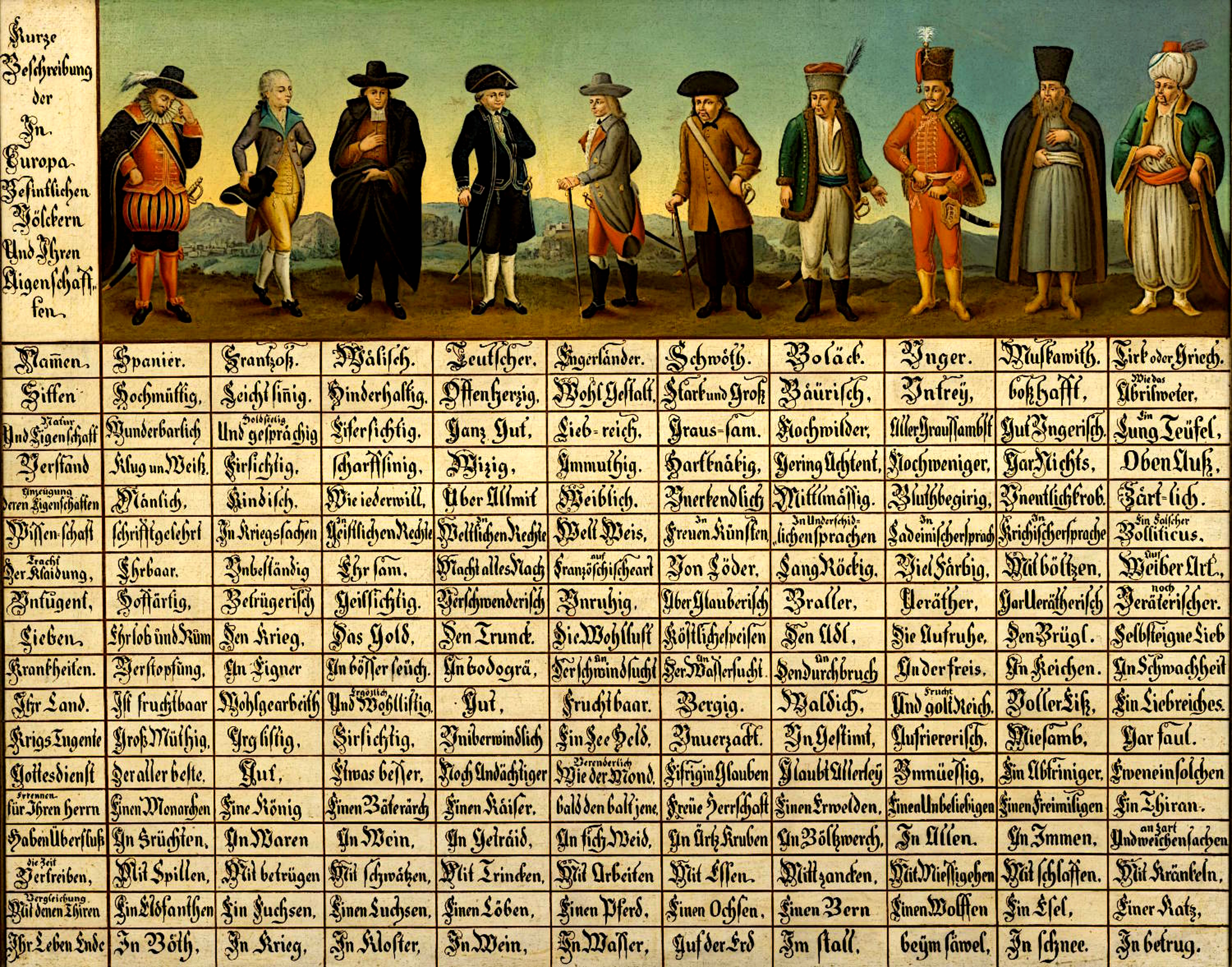
La Tabla de los Pueblos. Grabado de principios del que acompaña a la pintura anónima Beschreibung und Konterfei der Europäischen Nationen de la región de Steimark Austria en el que se describen los "humores" de las diez "naciones" europeas. La primera columna por la izquierda corresponde al "español".

Los cuatro temperamentos (sanguíneo, colérico, melancólico y flemático), que eran el resultado de las condiciones climáticas o ambientales que determinaban la composición y el equilibrio interno de los distintos humores, también se aplicaron a las «naciones», ya que estas estaban sometidas a los mismos condicionantes que las personas individuales. Esta teoría determinista ambiental se mantuvo hasta mediados del siglo XVIII cuando autores como David Hume (Of National Characters, 1742) o Voltaire (Essai sur les moeurs et l'esprit des nations, 1753) introdujeron otros factores como la forma de gobierno o las creencias religiosas. Hasta entonces la teoría fue sustentada no solo por médicos sino también por alguno de los tratadistas políticos más influyentes de la época como Jean Bodin o Giovanni Botero, ya que ambos partían del principio aristotélico de la adecuación de la forma de gobierno al carácter de los pueblos. Bodin decía que una república ordenada requería «acomodar la forma de las cosas públicas al natural de los lugares» y que era necesario «que el sabio governador [sic] de un pueblo sepa bien el humor dél y su natural». Así, afirmaba Bodin, «el natural del español... por ser mucho más meridional, es más templado y melancólico, más firme y contemplativo... que el francés, que de su natural... [es] inquieto y colérico», de lo que deducía una serie de máximas nacionistas como que «Francia [es] inclinada a los pleitos».
En el siglo XVIII Montesquieu sostuvo el mismo determinismo climático en su conocida obra De l'esprit des lois (1736) donde afirmó: «Si es verdad que el carácter del espíritu y las pasiones del corazón son extremadamente diferentes en los distintos climas, las leyes deben ser relativas a la diferentes pasiones y a la diferencia de esos caracteres». En su Essai sur les causes que peuvent affecter les esprits et les caractères afirmó que «el frío o el calor del clima dan a las distintas naciones un tan desigual carácter» que de ello se siguen «varios efectos».
El historiador español Xavier Torres concluye: «Tanto para los tratadistas europeos, desde Bodin o Montaigne hasta Montesquieu, como para los viajeros de cualquier condición, las "naciones" de la Europa moderna seguían siendo, más que nada un conjunto peculiar de gente; y que se definía o singularizaba no tanto en términos lingüísticos como humorísticos».

## Influencia en el arte
El compositor clásico del siglo XVIII Carl Philipp Emanuel Bach compuso una sonata en trío en Do menor conocida como Sanguineus et Melancholicus (Wq 161/1). En el siglo XX, la Sinfonía n.º 2 (Op.16) de Carl Nielsen se subtitula "Los cuatro temperamentos", y cada uno de los cuatro movimientos se inspira en un boceto de un temperamento particular.
El tema y cuatro variaciones para orquesta de cuerdas y piano de Paul Hindemith también se conoce como Los cuatro temperamentos: aunque originalmente se concibió como un ballet para Léonide Massine, la partitura finalmente se completó como un encargo para George Balanchine, quien posteriormente lo coreografió como un ballet neoclásico, utilizando la teoría de los temperamentos como punto de partida. : 253 
El autor francés del siglo XIX Émile Zola utilizó los cuatro temperamentos como base para su novela Thérèse Raquin.